# 布雷顿角岛

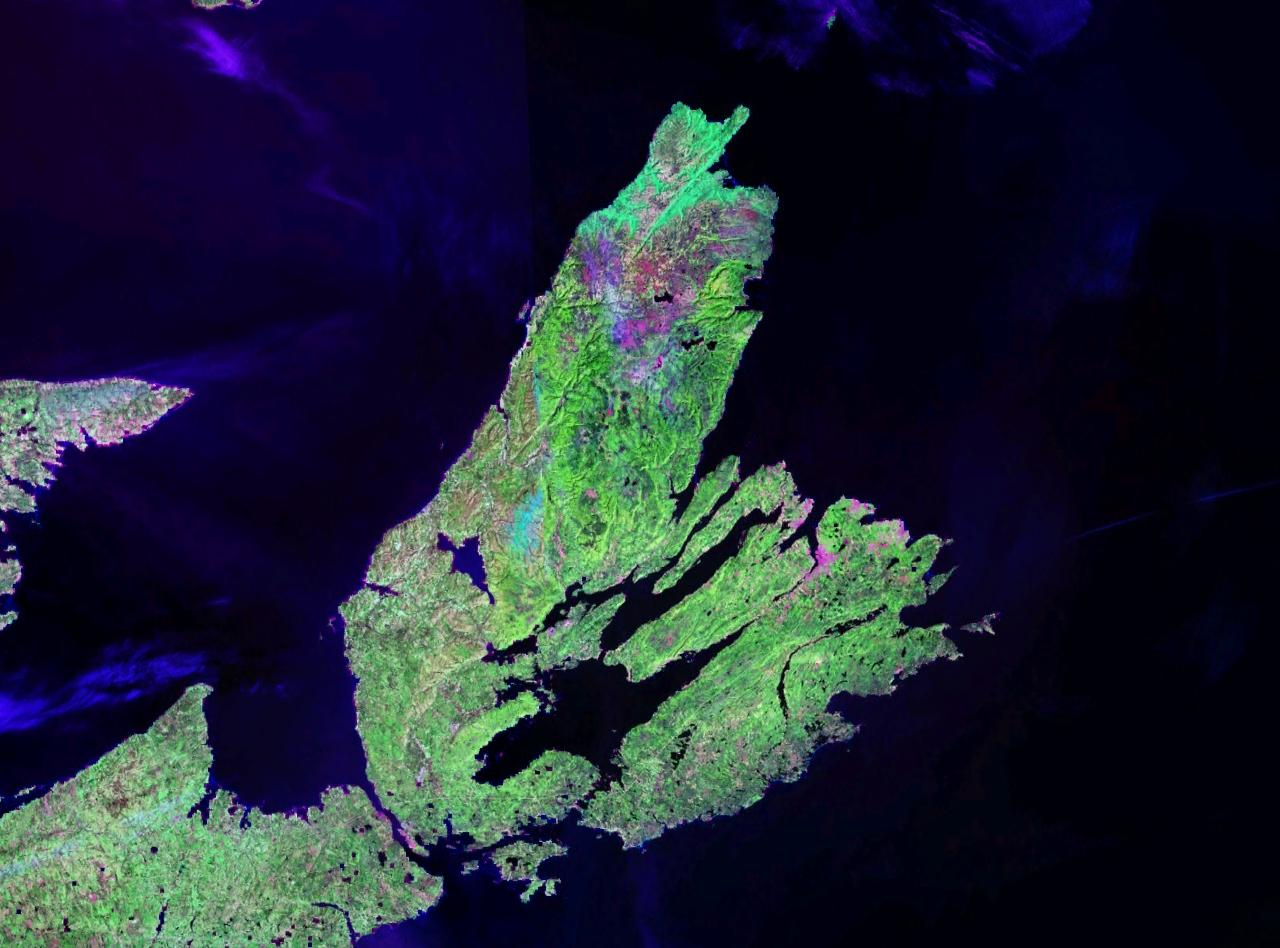
布雷顿角岛

布雷顿角岛（英語：Cape Breton Island），是加拿大东部大西洋中的一个岛屿，面积10,311平方公里，位于新斯科舍半岛北端，隔坎索海峡与半岛相望，以坎索大堤与新斯科舍本土相连。布雷顿角岛由新斯科舍省管辖，人口132,019人（2021年）。

## 历史
1625年原为蘇格蘭王國殖民地，但1632年法國人趕走了蘇格蘭人，此岛随后成為了法国阿卡迪亚殖民地的一部分，法国移民将其称为“国王岛”（法語：Île Royale）。1713年的《烏得勒支和約》中，法国被迫割让纽芬兰及阿卡迪亚大陆部分给英国，仅保有圣让岛和国王岛。法军在岛上建立了路易斯堡要塞。1745年奥地利王位继承战争中，路易斯堡为英军占领。1748年根据《第二亞琛和約》返还法国。但在法國－印第安人戰爭中，路易斯堡于1758年再次为英军攻占，整个阿卡迪亚的法系居民阿卡迪亚人都被流放。
1763年的《巴黎条约》签订后，该岛被割让给英国，成为了新斯科舍的一部分。1763年左右，被流放的阿卡迪亚人中的一部分开始回到该岛定居。
19世纪前半，从蘇格蘭高地的土地改革中被流放的高地人大量流入该岛。现今该岛还有非常浓郁的苏格兰文化。

## 教育
布雷顿角大学，一所以提供本科教育为主的大学。
新斯科舍社区学院在布雷顿角岛上也设有校区。该校区紧邻着布雷顿角大学。